# Siemianówka (stacja kolejowa)
Siemianówka – węzłowa stacja kolejowa we wsi Siemianówka w województwie podlaskim, w Polsce.

## Ruch pasażerski
Do 19 kwietnia 2004 roku na stacji prowadzony był ruch pasażerski. Od tego czasu do stacji sporadycznie uruchamiano pociągi specjalne przez WOŚP, Turystykę Kolejową Turkol.pl. 5 kwietnia 2025 roku TurKol uruchomił tutaj pociąg specjalny relacji "Puszcza" relacji Hajnówka - Narewka - Siemianówka - Narewka - Hajnówka.
Sezonowy ruch pociągów pasażerskich został wznowiony 28 czerwca 2019 roku.
| Rok  | Wymiana pasażerska na dobę |
| ---- | -------------------------- |
| 2017 | –                          |
| 2022 | 20-49                      |

## Ruch towarowy
Na stacji prowadzony jest całodobowy ruch towarowy, krajowy i międzynarodowy, po torach normalnotorowych i szerokotorowych.

### Czynne bocznice[13]
- AIDA
- GTL
- Krex
- Punkt utrzymania taboru PKP Cargo SA

## Galeria

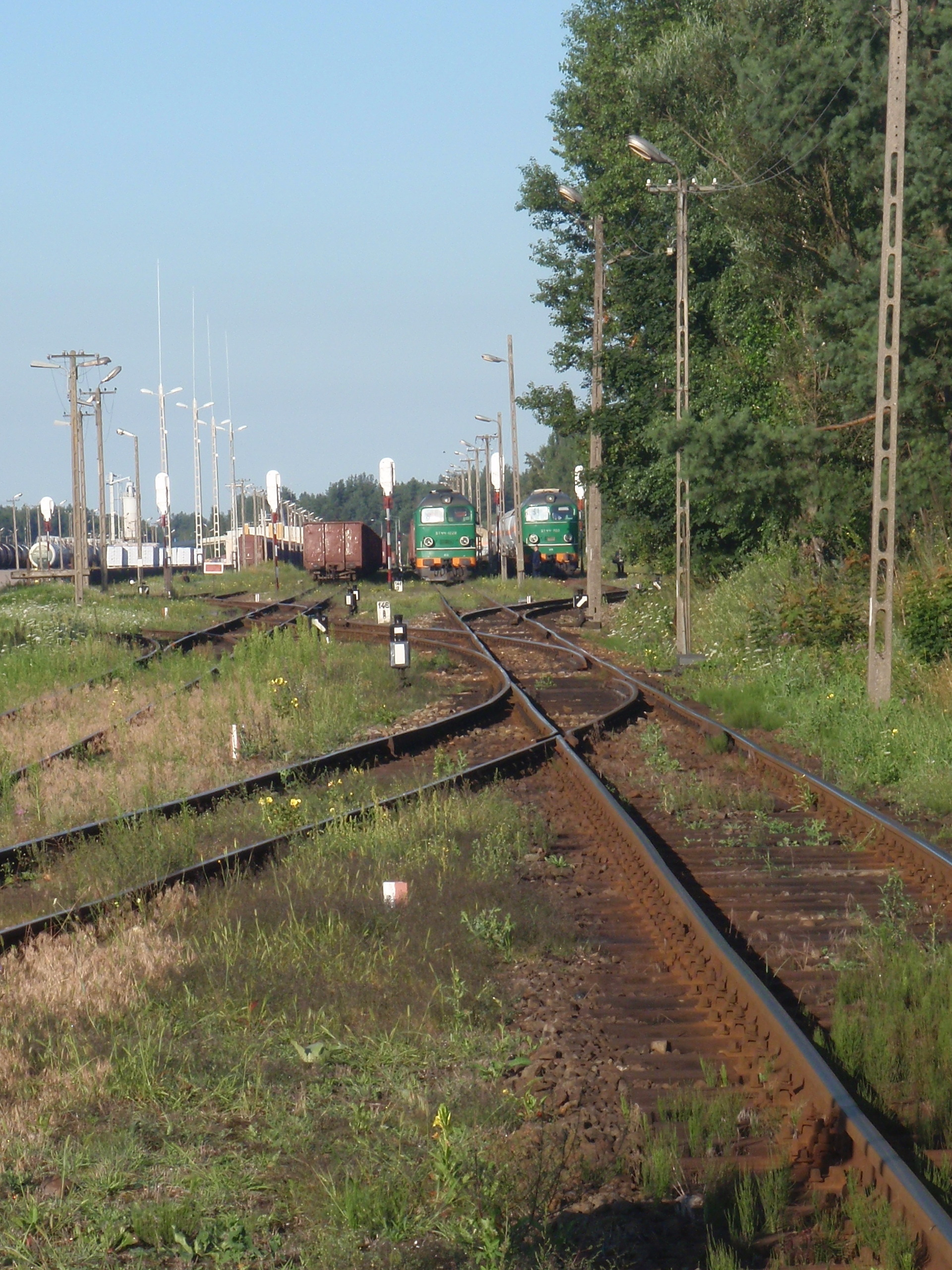
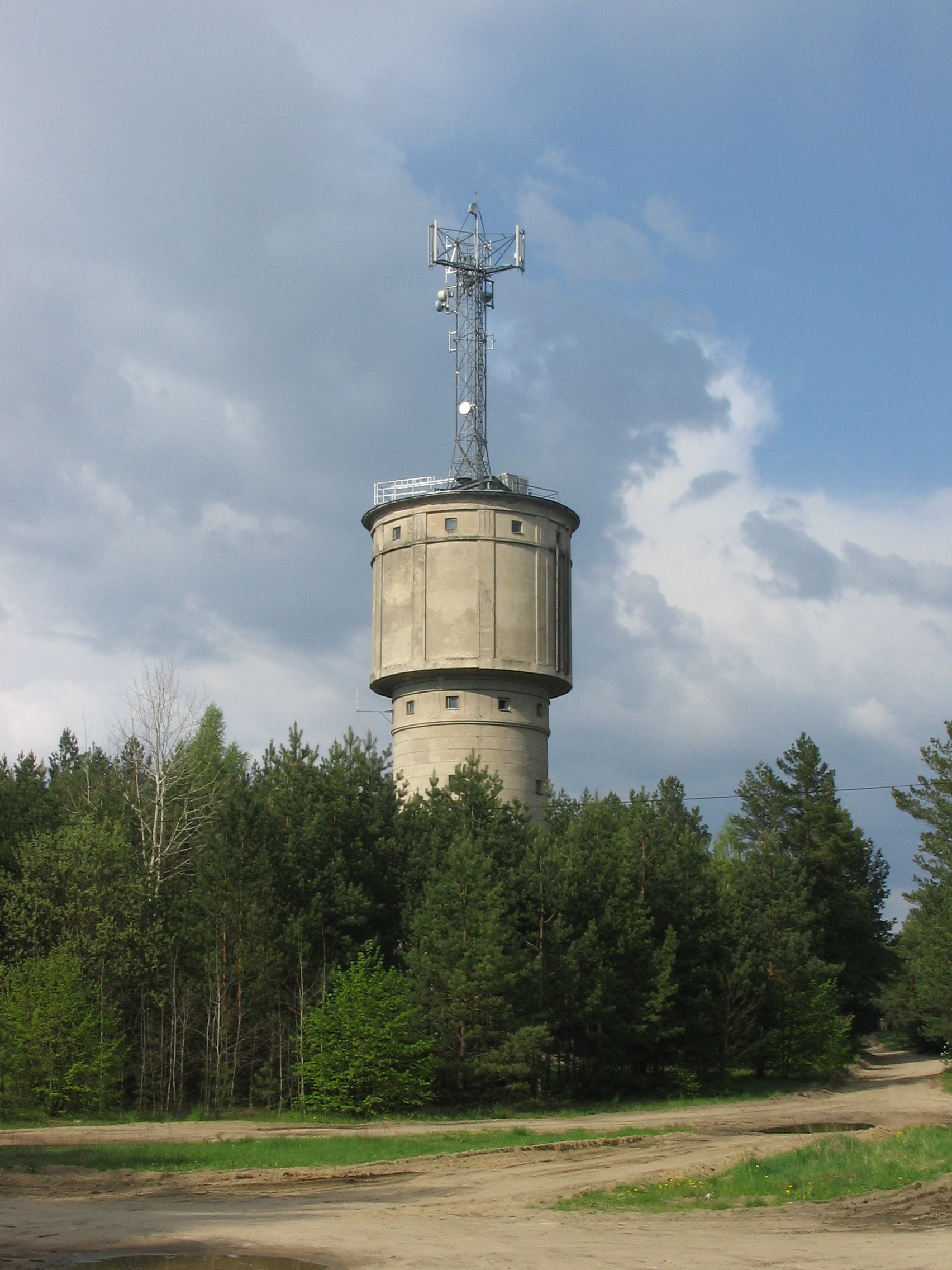
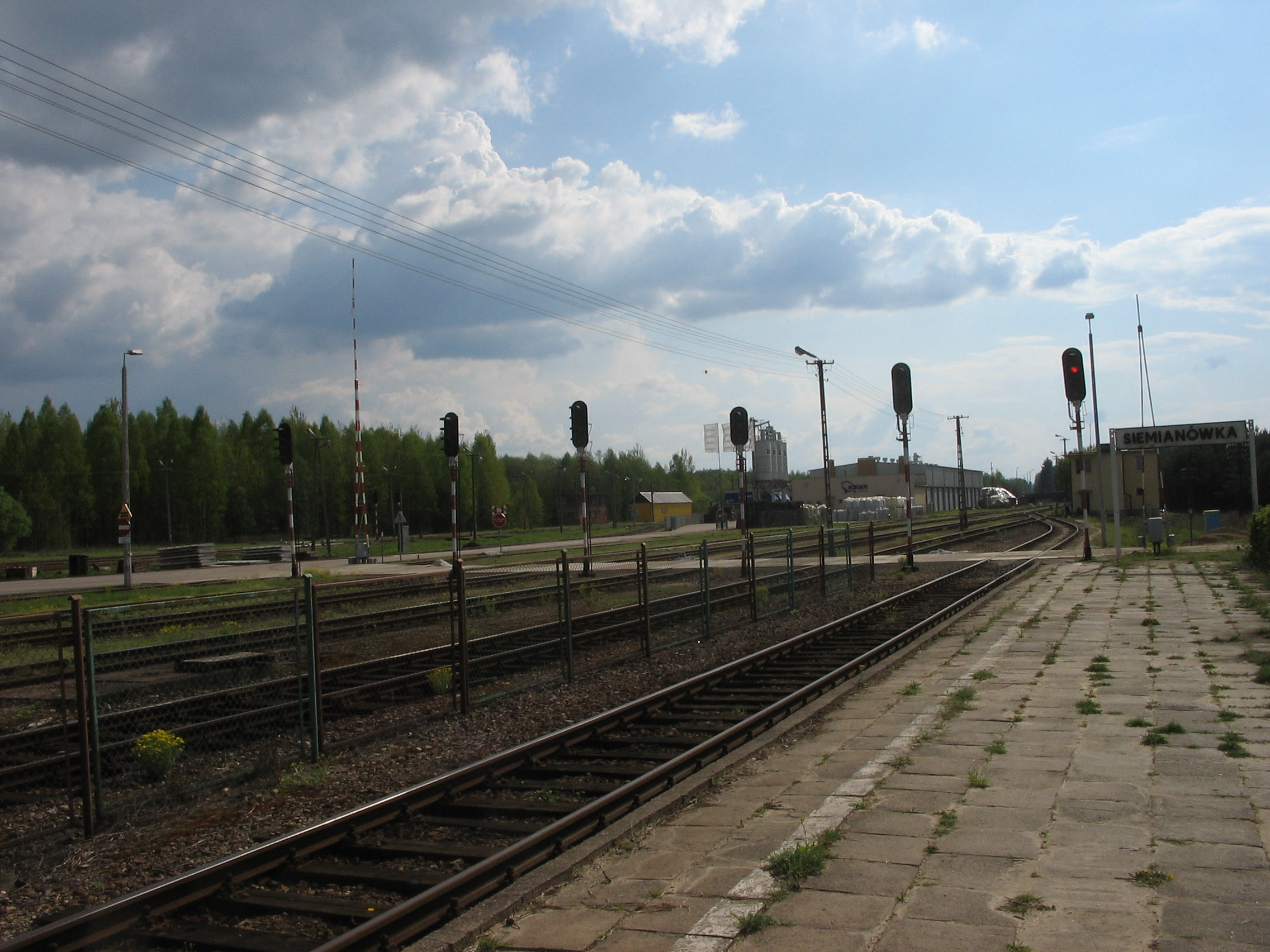
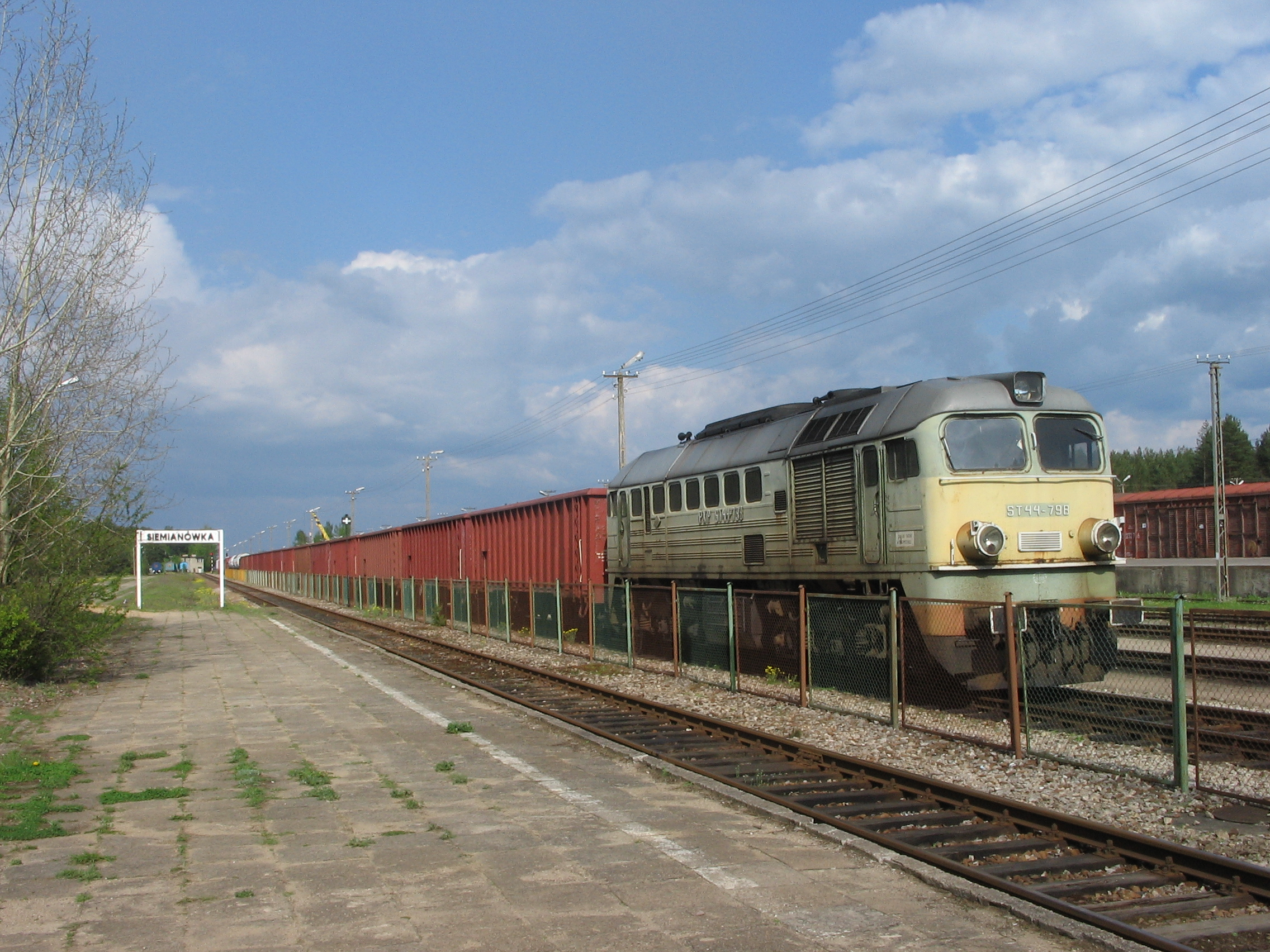
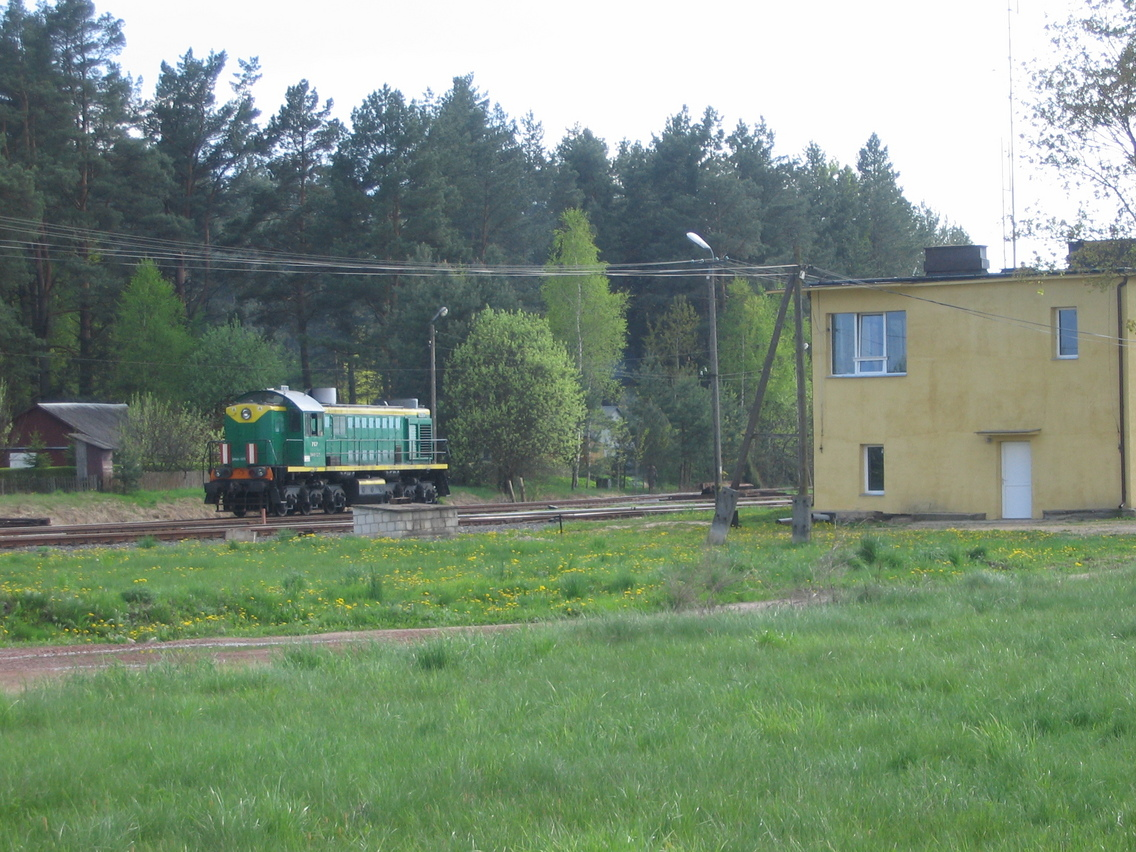
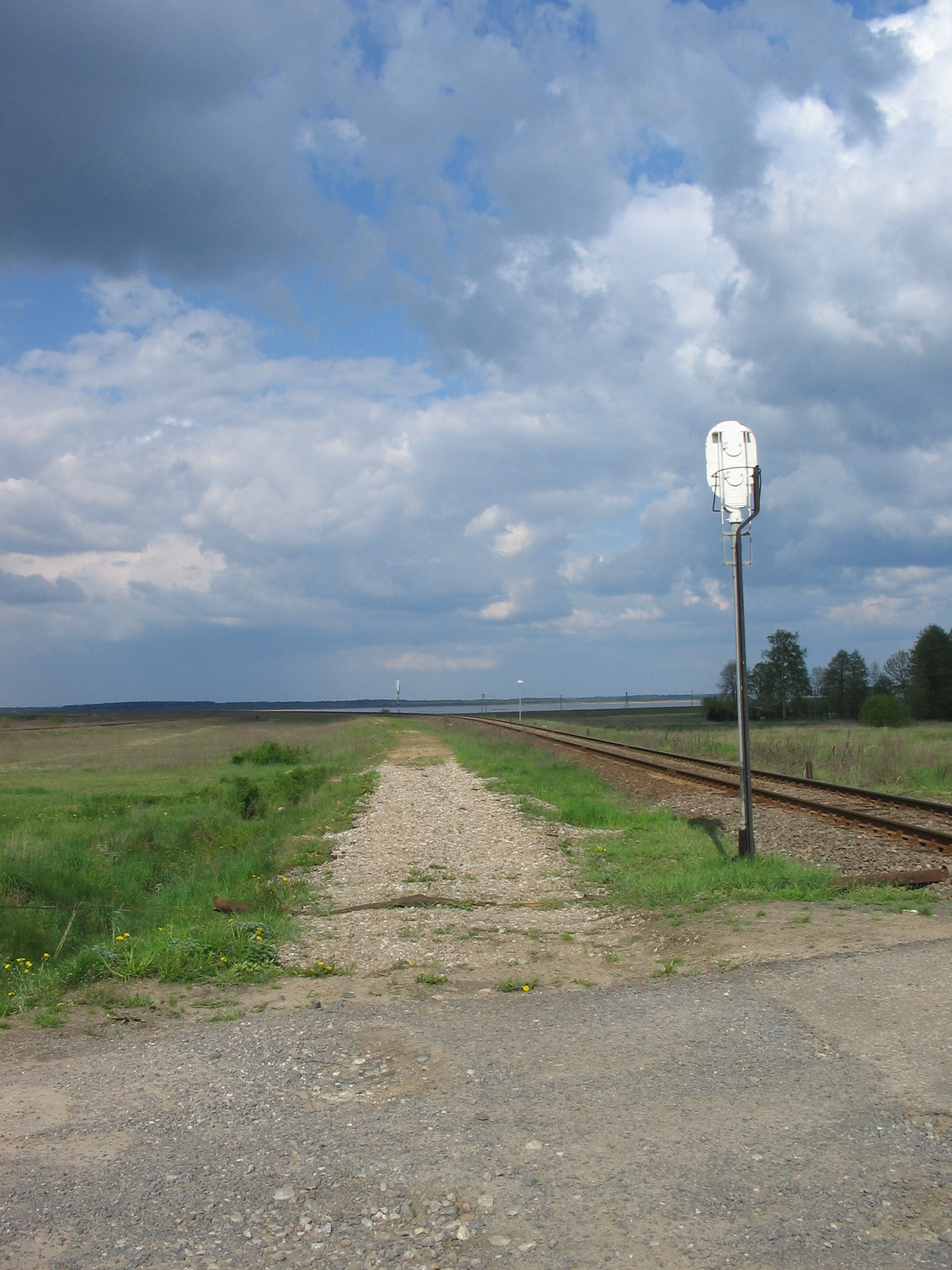

## Infrastruktura
Do obsługi pociągów pasażerskich służy jeden peron jednokrawędziowy o nawierzchni chodnikowej. Ruch pociągów prowadzony jest przez nastawnię dysponującą "Sm" za pomocą sygnalizacji świetlnej oraz urządzeń komputerowych. Stacja posiada układ torów normalnotorowych i szerokotorowych. Ponadto funkcjonują cztery bocznice. Na stacji istnieje infrastruktura kolejowego przejścia granicznego, którego ostatnia przebudowa miała miejsce w roku 2014. 